# Jardim Aeroporto (Várzea Grande)

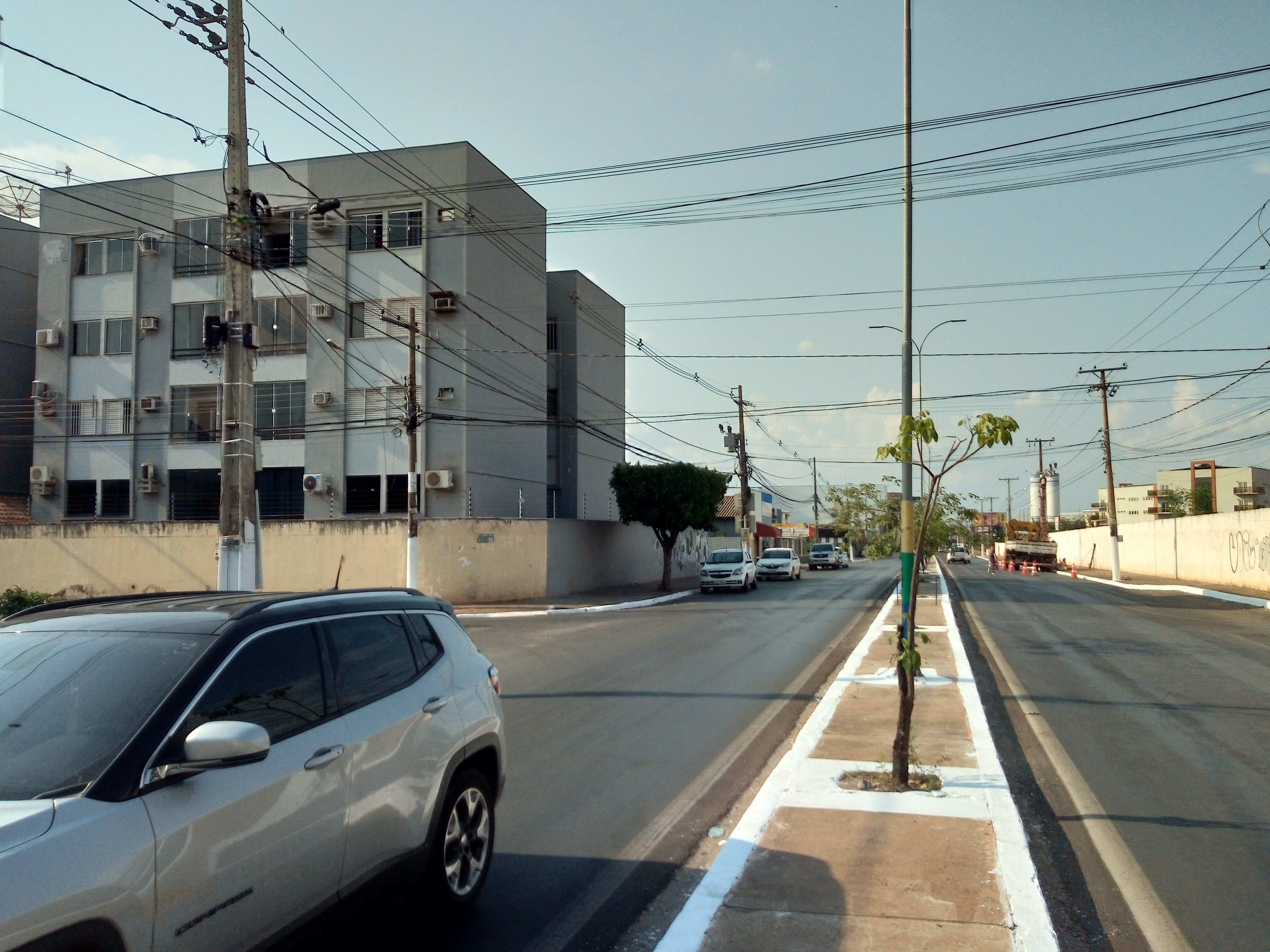
Avenida Arthur Bernardes, principal avenida do bairro Jardim Aeroporto.

Jardim Aeroporto é um bairro da cidade de Várzea Grande  no estado de Mato Grosso, possui perfil comercial e residencial.
É também uma região onde concentra se outros bairros no seu entorno como Planalto Ipiranga, Ipase e Pirineo e está localizado nos arredores do Aeroporto Internacional Marechal Rondon.  

## Economia
Sua economia é predominantemente comercial, entre as avenida Filinto Müller e a Artur Bernardes está concentrado o Várzea Grande Shopping, o principal centro multiuso de Mato Grosso, onde concentra 200 lojas e ancoras como (Renner, Lojas Americanas, Riachuelo, City Lar)  e também uma rede de serviços como o Hotel Hits Pantanal, na Avenida João Ponce de Arruda concentra Hoteis como o Hotel Tainá e supermercados como o Comper
Pizzarias  e Fast-food como o Subway.

## Principais Avenidas
- Avenida Artur Bernardes

- Avenida João Ponce de Arruda